# 小宮悦子
小宮 悦子（こみや えつこ、1958年〈昭和33年〉4月18日 - ）は、日本のフリーアナウンサー、ニュースキャスター。元テレビ朝日アナウンサー。東京都出身。ニックネームは悦ちゃん。所属事務所は81プロデュース。

## 経歴
東京都で生まれ、小学校の途中で埼玉県入間市へ移り住む。入間市立豊岡小学校、入間市立豊岡中学校、埼玉県立川越女子高等学校、東京都立大学人文学部社会学科を卒業。
雑誌編集者を希望していたが、何となく受けたテレビ朝日のアナウンサー試験に合格。同期に坪内純子、原麻里子、廣瀬雅子、野崎由美子、迫文代がいる。
『ニュース イブニング朝日』のリポーターを経て、『こんにちは2時』のサブ司会を担い、現場取材も任されるようになる。そんなとき、報道局次長の小田久栄門が『ニュースステーション』のスタートに際して、社内の女性アナウンサーオーディションを行ったところ、名古屋から日教組の大会をリポートしていた女性アナウンサーが目に止まった。そして「これはいける」と思ってサブキャスターに起用したのが小宮だった。小田によると小宮は、自分の言葉を持ち、音声がきれいで、知的なイメージもあり、男性にも受ける色気もあったという。
しかし、当の小宮にとっては、それは決して本意ではなかった。「せっかくワイドショーで現場へ行けるようになって、面白さがわかりかけてきたのに、今度はニューススタジオから原稿を2、3本読むだけでしたからね。だから2、3ヶ月間は、元のところへ帰してほしいと言い続け、プロデューサーの早河さんらに叱られ、泣いたりしていました」と振り返る。しかも、最初の1年間は、メイン席に座ることはなく、どちらかといえば公募キャスターのお守り役と教育係という役回りが多かった。メイン席に並ぶようになってからも、小宮の苦労は続いた。もっとも悩んだのは"声"だった。久米宏からは、「ニュースを読むときに、意味なく笑うな。声をもっと低くせよ」という指示が何度となく下りてきた。局アナとして、これまで" "にこやかに、可愛く、元気に"という教育を受けてきており、小宮はこれに反発を感じていたので、「むやみに笑うな」という指示はうれしかったものの、「読む声を下げろ」という要請はきつかった。でも、とにかく声を下げる訓練をして、スタート時に比べて2オクターブぐらい低くすることに成功する。小宮は、この声に到達するまでに5年間の月日を要し、声帯を傷めたことは数知れなかった。
そんな小宮であったが、1985年末の日航機墜落事故の特集を見たときから、ニュースステーションへの考え方を変えた。それは、スタジオに死亡した520人の靴を並べたシーンで、それを見た瞬間、その映像の迫力と鎮魂のメッセージが激しく伝わり、「テレビの力とはこういうものだったのか、もしかするとこの番組は大変な分野を切り開くかもしれない」と直感し、以来、ひと言も「やめる」とは口にしなくなった。

### 退社後
1991年にテレビ朝日を退社。フリー後の初仕事は、大ファンである小田和正へのロングインタビューだった。その模様は翌年1月、NHK-BS2で『追いかけて、追い続けて〜小田和正の世界』として放映される。フリー転身後も古巣・テレビ朝日と長らく専属契約を結んでいた事情等から、テレビ朝日（系列）以外の放送局の番組にはあまり出演しなかった。
1998年4月から、月 - 木は夕方の『スーパーJチャンネル』メインキャスターにまわり、金曜日のみニュースステーションをサブキャスターを担当する。しかし、10月からは平日全日、スーパーJチャンネルを担当となり、通算12年間、テレビ朝日夕方の顔を務める。
2010年4月、『サンデープロジェクト』の後番組として始まった『サンデーフロントライン』の総合司会を担うが、番組は1年半で打ち切りとなり、同時にテレビ朝日との専属契約も終了した。
2012年5月1日付で、ナレーターや声優が多く所属する芸能事務所81プロデュース所属する。
2014年から名古屋外国語大学を客員教授を務めた。
2017年から小宮がナレーション担当の『子供たちに残したい 美しい日本のうた』（BS朝日）は2022年8月22日には新作放送100回を迎え、現在も好評放送中（2024年5月時点）。

## 人物
- 趣味は水泳、旅行、絵画鑑賞、サッカー観戦[2]。
- 特技は水泳[2]。

## エピソード
- 小学校時代
  - 小学校時代の担任は「勉強はオールマイティー。それでいて優越感に浸ることもなかった。よく前に出て、自分の言葉で分からない子に説明したりもしていた。学級委員や児童会の役員なんかもしてよくクラスをまとめてくれてた」と話している。『私と先生』と題した朝日新聞のインタビュー記事で小宮は「小学校5・6年の時、早くも人生の黄金時代を迎えてしまったんです。何の屈託もなくて、何もかも思い通りにいって…。そういう楽しい2年間だったんですよ」と語っている。
  - 埼玉県の小学生読書感想文コンクールにおいて「あしながおじさんを読んで」のタイトルで銀賞を受賞した。
- 中学校時代
  - 入間市立豊岡中学校時代はバスケットボール部に所属し生徒会の役員。2年先輩にニュースキャスターの辛坊治郎がいた。
  - 運動会にリレー選手として出場したがバトンミスで失格になり、思わず悔し泣きをした。
  - 本人いわく「ずる休みをするような子になっちゃいました」と語っているが、「前向きな姿勢で何ごとにも取り組む子で頭もよかった。生徒会の役員もやって、ほかの生徒と1ランク水をあけるだけの力を持っていました。何かの行事のときにでも彼女に任せておけば安心で担任としては随分助けられました」と中学時代の担任の証言がある。
- 高校時代
  - 高校時代は放送研究会に所属。高1の終わりから2年の初めまで急性肝炎にかかって入院し、2か月休学。
  - 高2の時に浦和高校の男子生徒らと「スイッチ・オン」というバンドを結成、ボーカルを担当。荒井由実、かぐや姫、ハイ・ファイ・セットなどをレパートリーとし、高校の文化祭や地域の公民館などでコンサートを開いていた。なお、バンド仲間として後に結婚する最初の夫と出会っている。
- 大学時代
  - 学費はアルバイトで大卒の初任給に負けないくらい稼いでいたが、一番時給が高かったのは家庭教師だった。
- 社会人
  - 1983年に広告代理店勤務の同い年の男性と結婚。夫が標榜するDINKs（ダブル・インカム・ノー・キッズ＝子供を持たない共稼ぎ）式結婚の理想カップルとして雑誌の取材にもよく登場したが、自身が番組スタッフ男性宅から“朝帰り”したところを写真週刊誌に激写されたことが原因で、昭和最後の日であった1989年1月7日に離婚。
  - 1985年8月12日に起きた日本航空123便墜落事故で、搭乗者の中に同姓同名（読みも同じ）の「小宮悦子」という女性がおり、年齢も彼女とほぼ同じだったため多くの人に勘違いされ、テレビ朝日に視聴者から多数の問い合わせがあったという（なお小宮とこの犠牲者の女性は全くの無関係である）。
  - 1994年12月31日に10歳年下の当時『ニュースステーション』のディレクターと再婚（翌1995年2月に入籍記者会見を開きNステでも祝福するVTRを特別に作って放送され、月-金出演降板時の1998年3月27日にも再放送）。　しかし、その後夫の不倫が発覚し、2007年3月に離婚。
  - 『ニュースステーション』にゲスト出演した当時オリックス監督の仰木彬に始球式を務めることを任されて快諾したが、試合は雨天中止になった。
  - 1992年に貴花田（後の貴乃花親方）が宮沢りえと婚約をした際(※1993年1月に婚約解消を発表)、韓国の夕刊紙・国民日報が誤報で「若花田（花田勝）と小宮悦子が結婚」と報じた。
  - 岡田斗司夫が“彼女はあんがいオタク”とした上で、小宮が「実は私、流星号になりたかったんです」「もの言わぬ流星号になって、スーパージェッターを乗せて飛び回りたかったんです」と週刊誌の対談で述べたと紹介している[12]。
  - 平仮名で書くサインに久米宏から 「君、そのサインどうにかならないの？」 と言われて 「考えておきます」と言ったが、20数年が経過したが現在も変わっていない。
  - 『…ウワサの真相 年内決着スペシャル』で司会を務めた時に、ゲストの篠原勝之から「小宮さん、今日はスカートじゃないんだ？ 俺は小宮さんの脚が見たかったんだよな」この後に小宮を慌てさせる発言をし、生放送の怖さを思い知らされた。
  - 『クレヨンしんちゃん』初期の原作とアニメでは主人公の野原しんのすけが小宮のファンという設定で、劇中にも頻繁に登場していた。その縁で、1994年公開の映画『クレヨンしんちゃん ブリブリ王国の秘宝』で本人役の声優を務めた。
  - 『ニュースステーション』に写真家の篠山紀信が出演した時に「このテーブルを考えたスタッフは凄い！小宮さんのスカートが時間と共に段々ズリ上がって来て、もう少しで見えそうだ！でも見えない！これが良いんです。見えちゃいけない！明日は見えるんじゃないか？と視聴者はチャンネルを合わせる。これが素晴らしい！」熱弁を振るう篠山に対して小宮本人は「う〜ん」と考え込んでいた。

## 出演

### テレビ
報道・情報・ワイドショー番組
| 期間       | 期間       | 番組名                                 | 役職                                                  | 備考                                                                                                 |
| ---------- | ---------- | -------------------------------------- | ----------------------------------------------------- | --- |
| 1981年10月 | 1983年9月  | ニュースイブニング朝日（テレビ朝日）   | レポーター                                            | いずれの番組も、同局アナウンサーとして出演                                                           |
| 1983年10月 | 1985年9月  | こんにちは2時（テレビ朝日）            | 司会                                                  | いずれの番組も、同局アナウンサーとして出演                                                           |
| 1985年10月 | 1998年9月  | ニュースステーション（テレビ朝日）     | サブキャスター                                        | フリー転身後も古巣である同局と専属契約を締結しながら出演、番組降板まで半年は担当曜日を金曜日に縮小   |
| 1998年4月  | 2010年3月  | スーパーJチャンネル（テレビ朝日）      | 平日メインキャスター                                  | 同局専属契約アナウンサーでのフリーとして出演、番組登板から半年は月～木曜日メインキャスターとして出演 |
| 2001年10月 | 2001年12月 | SmaSTATION!!（テレビ朝日）             | サブ司会                                              | 上記の『スーパーJチャンネル』と同様、同局専属契約アナウンサーでのフリーとして出演                    |
| 2010年4月  | 2011年9月  | サンデー・フロントライン（テレビ朝日） | 総合司会                                              | 上記の『スーパーJチャンネル』と同様、同局専属契約アナウンサーでのフリーとして出演                    |
| 2013年4月  | 2014年3月  | ドデスカ!（メ～テレ）                  | 第3木曜日コーナー『小宮悦子の東海の歩き方』リポーター | 古巣でキー局のテレビ朝日との専属契約を終了し、フリーとして出演                                       |

バラエティ・紀行関連・トーク関連・特別番組・ドラマ・アニメ
- 選挙ステーション（テレビ朝日、1986年 - 2005年、キャスター） - 同局アナウンサー時代からサブ格にて担当
- 有名人の皆様ゴメンなさい…ビートたけしの超国民的バラエティ噂のあの人この事件 そこまでバラすか! ウワサの真相 年内決着スペシャル（テレビ朝日、1993年12月31日）
- 復活!25年目の奇跡!!ザ・ビートルズ・アンソロジー（テレビ朝日、1995年12月31日、ナレーション）
- 徳川慶喜（NHK、1998年、『徳川慶喜紀行』ナレーション）
- 巨泉のジャズスタジオ 1 - 4（NHK BS1、1998年）
- 24時間地球大騒ぎ!!カウントダウン2000（テレビ朝日、1999年12月31日 - 2000年1月1日、司会）
- ハリー・ポッター紀行 小宮悦子が訪ねるイギリス魔界と異界の旅（テレビ朝日、2001年）
- 小宮悦子×チャン・ドンゴン 南北分断の悲劇を語る！（テレビ朝日、2006年3月18日）
- ドラマSP だましゑ歌麿（テレビ朝日、2009年9月12日、語り手）
- 鶴瓶の家族に乾杯（NHK、2011年、「小宮悦子 広島県尾道市」前・後編ゲストリポーター）
- 日本ほのぼの散歩（BS11、2012年 - 2013年） - 東京都浅草、山形県米沢市、岡山県倉敷、滋賀県近江八幡、栃木県日光
- 小宮悦子のビジネスレポート 第1回 - 第9回（秋田朝日放送、2012年 - 2015年）
- 1914 幻の東京〜よみがえるモダン都市〜（NHK、2014年1月1日、ニュースキャスター役）
- 水曜日のダウンタウン（TBSテレビ、2014年4月23日、ゲスト）
- 4K総合「Tokyo先端ダイニング」（スカパー!、2015年、MC）
- 〜奮闘！商社ビジネスの現場〜「小宮悦子が注目のベトナムを取材する（BSジャパン、2015年12月12日）
- サワコの朝（毎日放送、2017年3月18日、ゲスト）
- 子供たちに残したい美しい日本のうた（BS朝日、2017年 - 、語り）
- 米仏ワイン対決 40年目の決着in東京（BS11、2017年6月10日、ナビゲーター）
- KING OF PRISM -Shiny Seven Stars-（テレビ東京、2019年5月7日、ニュースキャスター役）

### ラジオ
- 久米宏 ラジオなんですけど（TBSラジオ、2017年9月16日、ゲスト）

### 映画
- クレヨンしんちゃん ブリブリ王国の秘宝（1994年4月23日、本人役） - 声の出演

### CM
- アサヒフードアンドヘルスケア
  - 筋骨グルコサミン CM 「伸びて伸びて」篇
  - シュワーベギンコ イチョウ葉エキス（2016年）[13]
- カゴメ
  - 野菜ジュース（通販限定）

### DVD
- 少女たちの羅針盤 バリアフリー対応版 DVD（2013年、音声ガイド・ナレーション）

## 著書
- 『おしゃべりな時間 対談集』毎日新聞社、1994年7月。ISBN 978-4620309965。
- 『小宮悦子のおしゃべりな時間 対談集 2』毎日新聞社、1995年7月。ISBN 978-4620310275。
- 『小宮悦子のおしゃべりな時間 対談集 3』毎日新聞社、1996年7月。ISBN 978-4620309965。

### 翻訳
- ダビッド・モリション『だいじょうぶ？だいじょうぶさ！』小学館、1998年12月。 ISBN 978-4097272670。
- ベッキー・ブルーム（著）ダビッド・モリション（イラスト）『きいろかな、みどりかな』小学館、2000年5月。 ISBN 978-4097272175。
- ベッキー・ブルーム（著）パスカル・ビエット（イラスト）『とらねこビスケット』小学館、2000年12月。 ISBN 978-4097273134。